# Skomantas Jatvinški
Skomantas ali Komantas (latinsko Koommat, nemško Skomand in Skumand) je bil vpliven jatvinški vojvoda in poganski svečenik, * okoli 1225 ?, † po 1285.
Po mnenju zgodovinarja S. C. Rowela in nekaj drugih raziskovalcev je bil verjetno istoveten s Skalmantasom, domnevnim začetnikom dinastije Gediminovičev. Na višku moči je bil v 1260. in 1270. letih.
Skomantasa je prvi omenil Peter von Dusburg med veliko prusko vstajo (1260–1274) kot vodjo napada leta 1263 na Helmno, trdnjavo tevtonskih vitezov. Vodil je tudi pohode proti Pinsku in na druga slovanska ozemlja in zato ni mogel v celoti podpreti upora Prusov. Po vstaji je Skomantas s pomočjo Litovcev vodil 4.000 mož proti tevtonskim vitezom. Stari Prusi in Balti so po vstaji izgubljali svojo moč. Skomantasova posest je bila leta 1280–1281 opustošena in on je s tremi sinovi, Rukalom, Gedetesom in Galmsom, pobegnil v Črno Rutenijo,  ki je bila takat pod oblastjo Velike litovske kneževine. Kmalu se je vrnil, bil krščen po rimskokatoliškem obredu in priznal premoč tevtonskih vitezov. Skomantas se je zatem vojskoval na strani vitezov in dobil ozemlje v Prusiji. Njegovo pleme je izgubilo boj proti vitezom in se asimiliralo.